# Богданов, Иван Семёнович
Ива́н Семёнович Богда́нов (1893, станица Попутная Кубанской области — ?) — деятель ВКП(б), Председатель Организационного комитета Президиума ВЦИК — Верховного Совета РСФСР по Краснодарскому краю. Входил в состав особой тройки НКВД СССР.

## Биография
Иван Семёнович Богданов родился в 1893 году в станице Попутной Кубанской области. Является выходцем из казаков. Трудовую деятельность начал в 1909 году учеником каретно-малярной мастерской. Далее поступил в военно-ремесленную школу в Майкопе, которую окончил в 1913 году с аттестатом шапочно-портняжного мастера. Участник Первой мировой войны. В 1915 году был мобилизован. Служил в казачьих мастерских.
В 1918 году вступил в члены ВКП(б) и принимал участие в установлении советской власти на Кубани.
- 1918—1921 годы — служба в РККА в качестве военного комиссара Ставропольского кавалерийского добровольческого полка, затем — 20-го кавалерийского полка корпуса Будённого. Участник в боёв на Ставрополье, Дону, на польском фронте.
- 1921 по 1937 годы — работа в советских структурах: председатель сельсовета станицы Попутной, заведующий райфинотделом, заместитель председателя и председатель Отрадненского райисполкома, председатель кредитного товарищества станицы Баталпашинской, военный инспектор и заведующий райздравотделом Темрюкского райисполкома.
- март-ноябрь 1937 года — председатель Исполкома Советского районного совета (Азово-Черноморский—Краснодарский край).
- ноябрь 1937 — декабрь 1939 года — председатель Организационного комитета Президиума ВЦИК-Верховного Совета РСФСР по Краснодарскому краю. Этот период отмечен вхождением в состав особой тройки, созданной по приказу НКВД СССР от 30.07.1937 № 00447[1] и активным участием в сталинских репрессиях[2].

12 декабря 1937 года был избран от Краснодарского края в Совет Союза Верховного Совета СССР I созыва.
В 1940 г. откомандирован на учёбу в Москву. Дальнейшая судьба не известна.